# Laclolema
Laclolema (Laclo-Lema, Laklolema) ist eine osttimoresische Aldeia im Suco Dato (Verwaltungsamt Liquiçá, Gemeinde Liquiçá). 2015 lebten in der Aldeia 449 Menschen.

## Geographie
Laclolema liegt im Südwesten des Sucos Dato. Westlich und nördlich wird es von der Aldeia Camalehohoru umschlossen. Die Aldeia Camalelara berührt Laclolema an einem Punkt im Nordosten. Im Osten grenzt Laclolema an den Suco Loidahar, im Süden an den Suco Hatuquessi und im Südwesten an das Verwaltungsamt Maubara mit seinem Suco Vatuvou. Der Fluss Laklo und sein Quellfluss Nomoro bilden die Ostgrenze von Laclolema. Nur eine kleine Exklave befindet sich am Ostufer. Hier steht die Grundschule von Laclolema.
Von Norden reicht die Gemeindehauptstadt Vila de Liquiçá in die Aldeia hinein. An der Straße nach Süden befinden sich die Orte Laclolema und Hatarlema. Bei Hatarlema steht eine Sendeantenne der Telcomsel.

## Politik
2023 wurde Cancio Alves Correia zum Chefe de Aldeia gewählt.